# Karl Herxheimer
Karl Herxheimer, född 26 juni 1861 i Wiesbaden, död 6 december 1942 i Theresienstadt, Tjeckien, var en tysk-judisk dermato-venereolog som tillsammans med Adolf Jarisch den äldre kartlade sambandet mellan syfilisbehandling och Jarisch–Herxheimerreaktionen. På liknande sätt orsakar antibiotikabehandling av borreliainfektion samma feberreaktion och i framför allt tyskspråkiga länder kallas borreliainfektionen acrodermatitis chronica atrophicans (ACA) för Herxheimer-Krankheit. 
Herxheimer studerade i Freiburg im Breisgau, Strassburg, och Würzburg, där han disputerade 1885 på avhandlingen Ueber Lues cerebri. Han var under hela sin professionella karriär verksam i Frankfurt am Main. Tillsammans med bland andra Paul Ehrlich bidrog han till att grunda det som senare kom att heta Johann Wolfgang Goethe-Universität Frankfurt am Main, där han tjänstgjorde som professor från 1914.
Trots att Hexheimer hade judiskt påbrå stannade han kvar i Tyskland efter nazisternas maktövertagande. Hösten 1941 fängslades han och ett år senare, vid en ålder av 81 år, sändes han till konscentrationslägret Theresienstadt, där han kort därpå avled i vad som enligt dödsfallsanteckningen anges som “Angina pectoris – Herzbräune”.

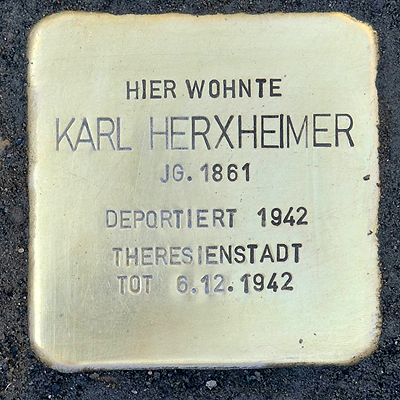
Minnesplakett på Westendstraße 92, Frankfurt am Main

Herxheimer är en av läkarna som har givit namn åt Pick-Herxheimers sjukdom.